# 钮永建公馆旧址
钮永建公馆旧址位于中国江苏省南京市鼓楼区赤壁路3号，由时任江苏省政府主席的钮永建以其妻沈纤华之名所建，1946年9月至1948年8月曾租与励志社作为第三招待所。院内含西式三层楼房一幢和西式平房三进四幢，主楼为砖木结构，红砖清水外墙，青色平瓦屋面。